# Chuang-pchu (městský obvod v Šanghaji)

Přibližná poloha Chuang-pchu na mapě Šanghaje

Městský obvod Chuang-pchu (čínsky v českém přepisu Chuang-pchu čchu, pchin-jinem Huángpǔ Qū, znaky zjednodušené 黄浦区, tradiční 黄浦區) je jedním z městských obvodů Šanghaje. Leží v historické oblasti Pchu-si na západním břehu Chuang-pchu-ťiangu naproti obvodu Pchu-tung.
Do obvodu Chuang-pu byl v roce 2000 sloučen obvod Nan-š’ a roce 2011 obvod Lu-wan. Takto rozšířený obvod Chuang-pu má rozlohu zhruba 20,43 čtverečního kilometru a podle sčítání v roce 2010 v něm žilo zhruba 680 tisíc obyvatel.